# Strängnäs socken
Strängnäs socken i Södermanland ingick i Åkers härad, upplöstes 1950, och området är sedan 1971 en del av Strängnäs kommun, från 2016 inom Strängnäs domkyrkodistrikt och Aspö distrikt.
Socknens areal var den 31 december 1949 55,33 kvadratkilometer, varav 55,21 land. Den 31 december 1949 fanns här 1 311 invånare. Tätorten Abborrberget och godset Ulvhäll låg i socknen. Sockenkyrka var Strängnäs domkyrka som ligger i staden och inte inom sockenområdet.

## Administrativ historik
Strängnäs socken har medeltida ursprung. 
Vid kommunreformen 1862 övergick socknens ansvar för de kyrkliga frågorna till Strängnäs landsförsamling och för de borgerliga frågorna till Strängnäs landskommun.
Den 1 januari 1950 (enligt beslut den 24 mars 1949) överfördes fastlandsdelen (Eldsunds-, Ulvhälls- och Malmbyområdena) av socknen med 750 invånare och omfattande en areal av 37,40 km², varav 37,28 km² land i kommunalt hänseende, kyrkligt hänseende och i avseende på fastighetsredovisningen till Strängnäs stad. Samtidigt överfördes den resterande delen av socknen som låg på Tosterön med 561 invånare och omfattande en areal av 17,94 km², varav 17,93 km² land i kommunalt hänseende till Aspö landskommun och i avseende på fastighetsredovisningen till Aspö socken. Strängnäs landsförsamling fanns kvar i Aspö landskommun (Tosterö landskommun från 1 januari 1952) men upphörde 1 januari 1966 då den uppgick i Strängnäs domkyrkoförsamling.
Både Strängnäs stad och Tosterö landskommun uppgick 1971 i Strängnäs kommun.
1 januari 2016 inrättades distrikten Strängnäs domkyrko och Aspö, med samma omfattning som motsvarande församlingar hade 1999/2000, och vari detta sockenområde ingår.
Socknen har tillhört län, fögderier, tingslag och domsagor enligt vad som beskrivs i artikeln Åkers härad. De indelta soldaterna tillhörde Södermanlands regemente, Strängnäs kompani.

## Geografi
Strängnäs socken omfattade södra hälften av Tosterön, sydligaste delen av Fogdön samt tre landområden kring Strängnäs stad. Sockenområdet har skogrik jordbruksbygd
Sundby sjukhus låg på Tosterön och Löts sanatorium låg inom sockenområdet.
Området hade 1932 1 678 hektar åker och 2 880 hektar skogsmark.

## Fornlämningar

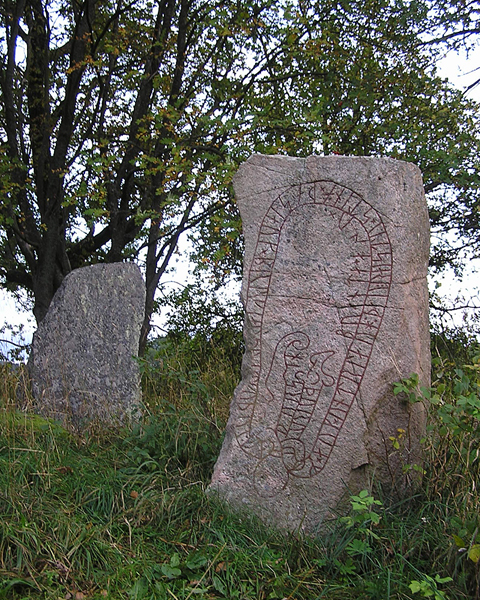
Södermanlands runinskrifter 328.

Från järnåldern finns flera gravfält med stensättningar och resta stenar och två fornborg, en med namnet Stenbyborg och en sydväst om Åby. Flera runristningar har påträffats.

## Namnet
Namnet (1120 Strigines) kommer från näset där staden ligger. Förleden kan innehålla sträng syftande på jaktsnaror.